# MAKS 에어쇼
MAKS 에어쇼는 러시아 모스크바 근처에서 매년 열리는 세계 4대 에어쇼의 하나이다. 세계 3대 에어쇼는 세계 최대인 파리 에어쇼, 영국 판보로 에어쇼, 싱가포르 에어쇼이며, 4번째로 막스 에어쇼나 두바이 에어쇼 등을 언급한다.

## 갤러리

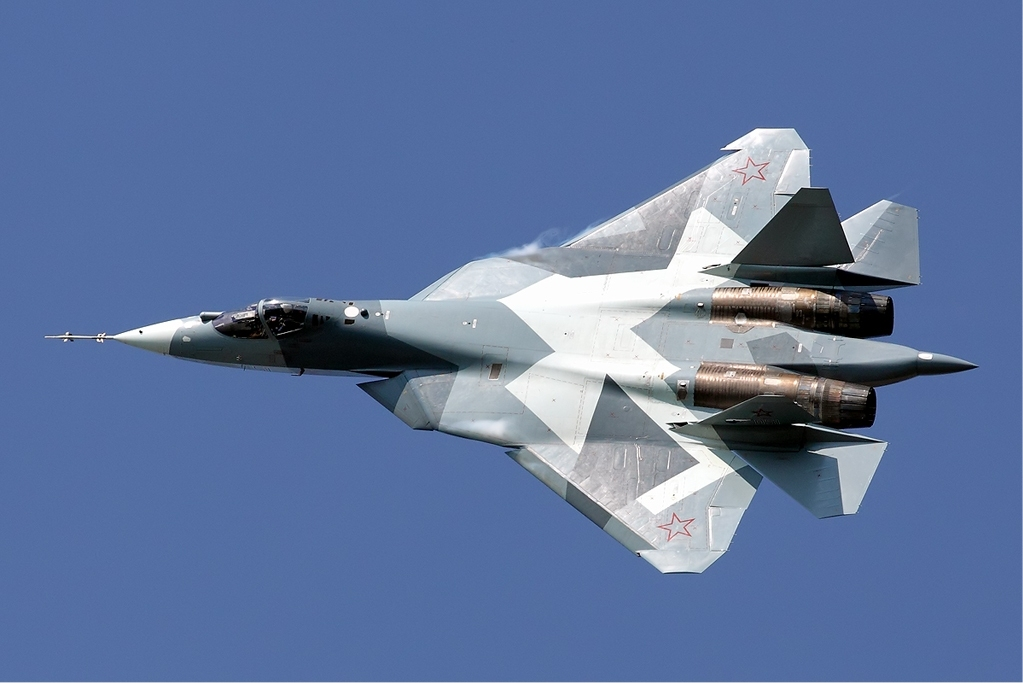
막스 2011에 비행중인 수호이 T-50 PAK FA 스텔스 전투기